# Amphiophiura superba
Amphiophiura superba is een slangster uit de familie Ophiuridae. De wetenschappelijke naam van de soort werd als Ophioglypha superba in 1899 gepubliceerd door Christian Frederik Lütken & Theodor Mortensen.